# Макаренко Михайло Ілліч
Михайло Ілліч Макаренко (5 листопада 1958, с. Вороніж Шосткинського району Сумської області) — педагог, доктор економічних наук (2004), професор (2007), професор кафедри міжнародних економічних відносин Навчально-наукового інституту бізнесу, економіки та менеджменту Сумського державного університету.

## Біографія
Народився у робітничій сім'ї. Батько — Ілля Сергійович, мати — Ганна Іванівна.
У 1983 році закінчив з відзнакою економічний факультет Київського державного університету ім. Т. Г. Шевченка за спеціальністю «Політична економія», здобув фах економіста, викладача політичної економії.
1983—1986 рр. — асистент кафедри філософії і політекономії Сумської філії Харківського політехнічного інституту.
1986—1989 рр. — аспірант кафедри політичної економії Київського державного університету ім. Т. Г. Шевченка.
З 1990 року — кандидат економічних наук за спеціальністю «Політична економія». Захистив дисертацію при Київському державному університеті ім. Т. Г. Шевченка на ступінь кандидата економічних наук за темою рос. «Цена в системе стимулирования качества продукции».
1990—1996 рр. — старший викладач та доцент кафедри економічної теорії Сумського фізико-технологічного інституту (з 1994 року — Сумського державного університету).
1996—1997 рр. — доцент кафедри державних фінансів Української академії банківської справи.
1997—2000 рр. — докторант Української академії банківської справи (з відривом від виробництва).
2000—2004 рр. — доцент кафедри економічної теорії Української академії банківської справи Національного банку України.
Захистив дисертацію при Харківському Національному університеті ім. В. Н. Каразіна на ступінь доктора економічних наук за темою «Бюджетно-монетарне регулювання цін у трансформаційній економіці».
З 2004 року — доктор економічних наук за спеціальністю «Економічна теорія та історія економічної думки».
2004—2005 рр. — професор кафедри економічної теорії Української академії банківської справи Національного банку України.
2005—2014 рр. — професор, завідувач кафедрою міжнародної економіки Української академії банківської справи Національного банку України (Державного вищого навчального закладу "Українська академія банківської справи Національного банку України) з 2016 року — Сумського державного університету.

## Науково-педагогічна діяльність
Читав курс з основ економічних знань у Сумському обласному інституті післядипломної освіти педагогічних кадрів. Викладав теорію монетарної політики на курсах підвищення кваліфікації працівників територіальних управлінь Національного банку України.
М. І. Макаренко керує підготовкою аспірантів та докторантів. Під його керівництвом захищена одна докторська та 10 кандидатських дисертацій.
Член спеціалізованої вченої ради із захисту докторських дисертацій Д 55.051.06 у Сумському державному університеті. Регулярно виступає опонентом за кандидатськими і докторськими дисертаціями з міжнародно-фінансової проблематики.
Учасник понад 40 міжнародних та всеукраїнських наукових конференцій з питань розвитку національної і глобальної економіки.
Підготовлена та опублікована колективна монографія: «Стратегія інфляційного таргетування в грошово-кредитній політиці держави».
Керує виконанням держбюджетної тематики.
Член редакційних колегій видань «Банки і банківські системи», «Вісник Української академії банківської справи», «Вісник Дніпропетровського університету. Серія „Економіка“», «SocioEconomic Challenges».

## Захоплення та громадська діяльність
М. І. Макаренко проводить активну громадську роботу. Часто виступає як експерт з економічних питань в обласних та міських засобах масової інформації.
З 2009 р. очолює Сумський обласний осередок Української асоціації економістів-міжнародників.
Захоплюється колекціонуванням електронних книг з економіки та музикою.

## Нагороди та відзнаки
- 2001 рік — срібна ювілейна монета «10-річчя Національного банку України».
- 2004 рік — грамота Управління освіти і науки Сумської обласної державної адміністрації за сумлінну роботу та з нагоди Дня науки.
- 2004 рік — подяка від Сумської обласної державної адміністрації з нагоди Дня працівників освіти.
- 2006 рік — почесна грамота МОН України за сумлінну працю, особистий внесок у підготовку висококваліфікованих спеціалістів та плідну науково-педагогічну діяльність.
- 2013 рік — лауреат Сумської обласної премії імені А. С. Макаренка у номінації «Діяльність педагогів у галузі вищої освіти».

## Підручники та навчальні посібники
1. Європейська інтеграція [текст]: навч.посіб. / за ред. М. І. Макаренка, Л. І. Хомутенко; [М. І. Макаренко, Л. І. Хомутенко, І. І.Д'яконова та ін.]. — К.: «Центр учбової літератури» 2014. — 344 с.
2. Макроекономіка[текст]: навч. посіб. / за ред. проф. М. І.макаренка; [уклад.:М. І. Макаренко, Т. О. Семененко, Д. В. Олексіч та ін.]. — К.: «Центр учбової літератури», 2014. — 216 с.
3. Міжнародні фінанси [текст]: навч.посіб./[І. І.Д'яконова, М. І. Макаренко, Ф. О. Журавка та ін.]; за ред..М. І. Макаренка та І. І.Д'яконової. — К.: «Центр учбової літератури», 2013. — 548 с.
4. Макроекономіка [Текст]: курс лекцій / Уклад. : М. І. Макаренко, Т. О. Семененко ; Державний вищий навчальний заклад «Українська академія банківської справи Національного банку України». — Суми: ДВНЗ «УАБС НБУ», 2010.– 198 с.
5. Забезпечення стійкості фінансового сектору та управління фінансовою безпекою України на основі інформації з фінансових ринків [Текст]: монографія / за заг. ред. О. Л. Пластуна. — Суми: СумДУ, 2020. — 294 с.
6. Сучасні механізми забезпечення конкурентоспроможності національної економіки: монографія / Л. В. Кривенко, Є. В. Мішенін, М. І. Макаренко та ін.; за заг. ред. д-ра екон. наук Л. В. Кривенко. — Суми: Сумський державний університет, 2018. — 330 с.
7. Makarenko M. Foreign exchange regulation in theory and practice: International experience and Ukrainian realities / Alina Artemenko, Mykhailo Makarenko. Monography. — Saarbrucken: LAP Lambert ACADEMIC Publishing, 2018. — 64 p. // (частка автора — 1,45 д.а.)
8. Ефективність та конкурентоспроможність банківської системи України: монографія / Г. Т. Карчева, Т. С. Смовженко, В. І. Міщенко та ін.; за заг. ред. д-ра екон. наук Г. Т. Карчевої. — Київ: ДВНЗ «Університет банківської справи», 2016.
9. Макаренко М. И. Концептуализация международной финансовой безопасности: Монография / М. И. Макаренко, Е. Е. Дмитриев. — Saarbrucken: LAP LAMBERT Academic Publishing, 2014. — 105 с.
10. Макаренко М. І., Жулінська Л. М. Грошово-кредитне регулювання макроекономічної динаміки [Текст]. — Суми: ТОВ "Друкарський дім «Папірус», 2013. — 204с.
11. Euroasian perspectives of the banking systems development: The monograph. — Sumy: Virtus Interpress, 2011.
12. Євразійські перспективи розвитку банківських систем [Тест]: монографія / за заг. ред. О. Костюка, М. Лін, Г. Омета. — Суми: ДВНЗ «УАБС НБУ», 2010. — 161 с.
13. Макаренко М. І., Савченко Т. Г. Система трансфертного ціноутворення в комерційних банках: Монографія. — Суми: ДВНЗ «УАБС НБУ», 2008. — 238 с.
14. Стратегія інфляційного таргетування в грошово-кредитній політиці держави: Монографія / М. І. Макаренко, І. І. Д'яконова, Ф. О. Журавка та ін.– Суми: ДВНЗ «УАБС НБУ», 2008.– 108 с.
15. Лібералізація руху капіталу в ході євроінтеграції: досвід країн Центральної Європи: Монографія / А. О. Єпіфанов, С. М. Козьменко, М. І. Макаренко. — Суми: УАБС НБУ, 2007. — 109 с.
16. Бюджетно-монетарне регулювання цін у перехідній економіці України. — К.: Знання України, 2002. — 304 с.
17. Макаренко М. І. Гроші та ціни в кількісній теорії. — Суми: Ініціатива. — 2001. — 78с.
18. Система регуляторів перехідної економіки України / Ред. кол.: В. І. Кононенко (відп. ред.) та ін. — К.: Ін-т економіки НАН України, 1999. — 328 с.
19. Ціна в перехідній економіці: теоретичні аспекти. — Суми: Ініціатива, 1997. — 42 с.

## Електронні джерела
- https://mev.biem.sumdu.edu.ua/employees_of_nnibt/makarenko-mykhajlo-illich [Архівовано 26 січня 2022 у Wayback Machine.] Переглянуто: 26 лютого 2021
- http://esu.com.ua/search_articles.php?id=60621 [Архівовано 1 листопада 2021 у Wayback Machine.] Переглянуто: 26 лютого 2021
- Оприлюднено розпорядження КМУ про об'єднання Сумського державного університету з Українською академією банківської справи — Сумський державний університет (uk-ua). Процитовано 2020-10-02.